# Мусохранов, Олег Эдуардович
Олег Эдуардович Мусохранов (род. 23 августа 1995) — российский тяжелоатлет, пятикратный чемпион (2018, 2020, 2021, 2023, 2024) и двукратный серебряный призёр (2014, 2016) чемпионатов России, победитель розыгрышей Кубка России 2015 и 2018 годов. Мастер спорта России международного класса (2019). Проживает в Гурьевске (Кемеровская область). Выступал в весовых категориях до 56-61 кг. В 2015 году выступал на чемпионате Европы, где занял 8-е место (110+134=244 кг). На чемпионате Европы 2019 года в Батуми стал пятым (108+135=243 кг).

## Спортивные результаты
- Чемпионат России по тяжёлой атлетике 2014 года —  (до 56 кг; 110+130=240 кг);
- Кубок России по тяжёлой атлетике 2015 года —  (до 56 кг; 110+130=240 кг);
- Чемпионат России по тяжёлой атлетике 2016 года —  (до 56 кг; 107+129=236 кг);
- Чемпионат России по тяжёлой атлетике 2018 года —  (до 56 кг; 112+135=250 кг);
- Кубок России по тяжёлой атлетике 2018 года —  (до 56 кг; 106+130=236 кг);
- Чемпионат России по тяжёлой атлетике 2020 года —  (до 61 кг; 121+138=259 кг);
- Чемпионат России по тяжёлой атлетике 2021 года —  (до 61 кг; 121+148=269 кг);
- Чемпионат России по тяжёлой атлетике 2022 года —  (до 61 кг; 114+142=256 кг);
- Чемпионат России по тяжёлой атлетике 2023 года —  (до 61 кг; 128+154=282 кг);
- Чемпионат России по тяжёлой атлетике 2024 года —  (до 61 кг; 118+141=259 кг);